# Deutsche Einband-Meisterschaft 1938

Veranstaltungsort: Köln

Die Deutsche Einband-Meisterschaft 1938 ist eine Billard-Turnierserie und fand am 14. Januar 1938 in Köln zum dritten Mal statt.

## Geschichte
Willy Pesch nutzte zum dritten Mal seinen Heimvorteil und wurde auch zum dritten Mal Deutscher Meister im Einband. Auf die weiteren Podiumsplätze kamen der Magdeburger Otto Unshelm und der Gelsenkirchener Gerd Thielens.

## Modus
Gespielt wurde im Round-Robin-Modus bis 150 Punkte.
Die Endplatzierung ergab sich aus folgenden Kriterien:
1. Matchpunkte
2. Generaldurchschnitt (GD)
3. Bester Einzeldurchschnitt (BED)
4. Höchstserie (HS)

## Teilnehmer (alphabetisch)
1. Willy Pesch (Köln), Titelverteidiger
2. Walter Joachim (Berlin)
3. Gerd Thielens (Gelsenkirchen)
4. Otto Unshelm (Magdeburg)

## Turnierverlauf
| Name           | MP  | Pkte | Aufn. | ED   | HS |
| -------------- | --- | ---- | ----- | ---- | -- |
| 1. Spielrunde  |     |      |       |      |    |
| Willy Pesch    | 2:0 | 150  | 44    | 3,40 | 15 |
| Otto Unshelm   | 0:2 | 101  | 44    | 2,29 | 11 |
| Gerd Thielens  | 2:0 | 150  | 46    | 3,26 | 21 |
| Walter Joachim | 0:2 | 132  | 46    | 2,86 | 21 |

| Name           | MP  | Pkte | Aufn. | ED   | HS |
| -------------- | --- | ---- | ----- | ---- | -- |
| 2. Spielrunde  |     |      |       |      |    |
| Willy Pesch    | 2:0 | 150  | 49    | 3,06 | 12 |
| Walter Joachim | 0:2 | 134  | 49    | 2,73 | 15 |
| Gerd Thielens  | 0:2 | 136  | 44    | 3,09 | 19 |
| Otto Unshelm   | 2:0 | 150  | 44    | 3,40 | 16 |

| Name           | MP  | Pkte | Aufn. | ED   | HS |
| -------------- | --- | ---- | ----- | ---- | -- |
| 3. Spielrunde  |     |      |       |      |    |
| Willy Pesch    | 2:0 | 150  | 50    | 3,00 | 22 |
| Gerd Thielens  | 0:2 | 129  | 50    | 2,58 | 14 |
| Otto Unshelm   | 1:1 | 150  | 55    | 2,72 | 28 |
| Walter Joachim | 1:1 | 150  | 55    | 2,72 | 16 |

## Abschlusstabelle
| MP    | Match Points (Sieger = 2; Unentschieden = 1; Verlierer = 0) |
| Pkte. | Erzielte Karambolagen                                       |
| Aufn. | Benötigte Versuche                                          |
| GD    | Generaldurchschnitt                                         |
| BED   | Bester Einzeldurchschnitt eines Spielers                    |
| HS    | Höchstserie                                                 |
|       | Bester GD des Turniers                                      |
|       | Bester ED des Turniers                                      |
|       | Beste HS des Turniers                                       |
|       | 1. Platz (Gold)                                             |
|       | 2. Platz (Silber)                                           |
|       | 3. Platz (Bronze)                                           |

| Klassement                | Klassement     | Klassement | Klassement | Klassement | Klassement | Klassement | Klassement |
| Platz                     | Name           | MP         | Pkte.      | Aufn.      | GD         | BED        | HS         |
| ------------------------- | -------------- | ---------- | ---------- | ---------- | ---------- | ---------- | ---------- |
| 1                         | Willy Pesch    | 6:0        | 450        | 143        | 3,14       | 3,40       | 22         |
| 2                         | Otto Unshelm   | 3:3        | 401        | 143        | 2,80       | 3,40       | 28         |
| 3                         | Gerd Thielens  | 2:4        | 415        | 140        | 2,96       | 3,26       | 21         |
| 4                         | Walter Joachim | 1:5        | 416        | 150        | 2,77       | 2,72       | 21         |
| Turnierdurchschnitt: 2,92 |                |            |            |            |            |            |            |